# Томиока, Таэко
Таэко Томиока (яп. 富岡 多恵子, 28 июля 1935, Осака — 6 апреля 2023, Ито) — японская писательница-феминистка, поэтесса, литературовед, сценарист. Представитель «поколения интровертов». Считается одним из наиболее ярких явлений японской литературы конца ХХ — начала XXI века. Супруга известного художника, писателя и кинематографиста Масуо Икэды. Член Японской академии искусств (с 2008). Основные произведения (в хронологическом порядке): сборник стихов «Ответная любезность» (返礼, 1958, премия H), сценарий к фильму «Двойное самоубийство» (心中天網島, 1969, реж. Масахиро Синода), повести «Праздник растений» (植物祭, 1973, премия Тосико Тамуры), «Семья с того света» (冥土の家族, 1973, Литературная премия за лучшее женское произведение), рассказ «Татигирэ» (立切れ, 1977, премия Кавабаты), литературное исследование «Любовь Нака Канскэ» (中勘助の恋, 1993, премия Ёмиури), роман «Путешествие на Альбион» (ひべるにあ島紀行, 1997, премия Номы), литературоведческие работы «Поэзия Оригути Нобуо» (釈迢空ノート, 2001, премия Майнити и премия Мурасаки Сикибу) и «Чувственный мир Сайкаку» (西鶴の感情, 2005, премия Осараги и премия Ито). Как переводчица известна переложениями на современный японский «Пяти женщин, предавшихся любви» Сайкаку и драм Тикамацу Мондзаэмона, а также переводом «Трёх жизней» Гертруды Стайн.

## Биография
Родилась в Осаке в семье скупщика металлолома. Высшее образование получила в Осакском женском университете (филологический факультет, отделение английского языка). Дебютировала в студенческие годы со сборником стихов «Ответная любезность» (返礼, 1957, премия H), изданию которых способствовал видный поэт Тодзабуро Оно. После непродолжительной работы преподавателем средней школы в 1960 году переехала в Токио. В 1964—1966 годах жила в США, в том числе около десяти месяцев — в центре Манхэттэна. После возвращения в Японию перешла от поэзии к прозе (полное собрание её стихотворений было опубликовано в 1967 году). Как прозаик дебютировала с повестью «И люди стоят напротив холмов» (丘に向ってひとは並ぶ, 1971), зарекомендовав себя как одарённый рассказчик и стилист. Произведение, история двух поколений осакской семьи,　охарактеризовалось меткостью образов и нетривиальным использованием диалогов. Повесть отличалась не только мастерским владением слова, но и обращённостью автора к коренным вопросам человеческого существования: её герои, столкнувшись, с неоднозначностью и сложностью жизненных ситуаций, понимают, что не сомневаются лишь в существовании трёх «китов», на которых строится их «я»: рождение, еда и смерть.
Умерла 6 апреля 2023 года в возрасте 87 лет.

## Творчество
Леймотив многих произведений писательницы — поиск смысла жизни рядовыми людьми-анонимами современного общества, которые в силу своего социального положения не могут в качестве выхода при решении этого вопроса воспользоваться какими бы то ни было интеллектуальными построениями-игрушками, а вынуждены сталкиваться с жизнью напрямую, через её повседневный опыт. Будучи интеллектуалом, Томиока тем не менее занимает здесь подчёркнуто анти-интеллектуальную позицию, подрывая традицию интерпретации культуры, ставшую расхожей, начиная с эры Мэйдзи, согласно которой общественное устройство предстаёт иерархией с творческой интеллигенцией во главе. Вразрез с этим каноном Томиока пытается дать голос тем самым анонимам, представлениями которых и определяется жизненный уклад современности. В качестве адекватного такому замыслу технического приёма Томиока обращается к манере повествования близкой к драматургии бунраку, в отличие от последней, однако, акцентируя абсурдность человеческого существования: жизнь дана и только поэтому должна быть как-то прожита, других смыслов у неё быть не может.
В серии работ крупной формы, написанных Томиокой в 1980-е годы, на первый план вышли героини-женщины в поисках нового типа семьи и человеческих отношений: некоторые из них экспериментируют с созданием женских общин, другие пытаются создавать семьи, основанные на принципах альтернативных половым отношениям и кровным узам. Все они так или иначе несут на себе шрамы психологической травмы, вызванной кризисом традиционной и современной нуклеарной семьи. Поиск новых отношений у Томиоки зачастую рисуется комично и гротескно, символизируя тупик, в который зашли женщины в эпоху пост-феминизма, когда преодоление нуклеарной семьи в надежде на обретение собственной идентичности в качестве свободных женщин привело к псевдо-свободе, на деле обернувшейся экзистенциальной тревогой, страхом одиночества и смерти.

## Издания на русском языке
- Томиока Таэко. «Дом с видом на Фудзи», «Дочь» // Начало пути. — М.: Художественная литература, 1981. — (Восточный альманах, вып. 9).